# Il club degli incompresi
Il club degli incompresi è un film del 2014 diretto da Carlos Sedes.
Il film è tratto dai romanzi Buongiorno Principessa! e Il club degli incompresi, scritti da Francisco de Paula ed editi in Italia da Garzanti.

## Trama
Valeria è una ragazza che si è appena trasferita a Madrid con la madre, a causa della separazione dei genitori. Il primo giorno di scuola, in seguito a un litigio con una ragazza, viene obbligata a partecipare a degli incontri di consultorio con altri cinque compagni di scuola. Inizialmente è per tutti una forzatura, ma i sei iniziano a conoscersi e diventano amici, fondando il Club de los incomprendidos, il club degli incompresi. Il tutto fra nuove amicizie, la frenesia della grande città, il primo amore e momenti intensi.

## Distribuzione
È uscito nelle sale spagnole il 25 dicembre 2014, mentre in Italia è stato distribuito in home video il 20 maggio 2015 e trasmesso su La5 l'11 gennaio 2016.

## Curiosità
Il titolo originale, ¡Buenos días, princesa!, è tratto dal film di Roberto Benigni La vita è bella, uno dei film preferiti di Raúl, uno dei protagonisti, che è un aspirante regista.